# Between 2 Fires
Between 2 Fires är en polsk-svensk drama- och thrillerfilm från 2010 med regi och manus av Agnieszka Lukasiak. I rollerna ses Magdalena Popławska, Kamila Nowysz och Simon Kassianides.

## Om filmen
Inspelningen ägde rum 2009 i Kiruna, Ritsem och Łomża med Peter Kropénin, Izabela Wójcik, Dariusz Jabłoński och Violetta Kamińska som producenter och Hubert Taczanowski som fotograf. Filmen premiärvisades 13 oktober 2010 på en filmfestival i Warszawa och hade Sverigepremiär den 29 april 2011. Den gavs även ut på DVD 2011.
Magdalena Poplawska nominerades till en Guldbagge för "bästa kvinnliga huvudroll" 2012.

## Handling
En ung mor och hennes dotter flyr trafficking i Vitryssland och hamnar på en flyktingförläggning i norra Sverige. Utsattheten gör modern till ett lätt byte för sin omgivning och snart ställs hon för extrema val som kommer att göra hennes tillvaro till en mardröm.

## Rollista
- Magdalena Popławska – Marta
- Kamila Nowysz – Ania
- Simon Kassianides – Ali
- Leila Haji – Anissa
- Fredrik Ohlsson – Bengt
- Anna Kulawik-Chojnacki	– Gosia
- Mirjam Vöhrmann – Lena
- Johann Neumann – Jon
- Leif Backström	– Göran
- Irene Oryema – Papa
- Grzegorz Kowalczyk – Jurij
- Alicja Iwanicka – Jadzia
- Edward Iwanicki – Witek
- Said Oveissi – professor
- Rachid Taha – Rachid, sångare
- Jolanta Stanislawa Lindroth – översättare
- Anna Mämmi – kvinna i restaurang
- Nicklas Skarin	– polisman
- Christian Wallgren – polisman
- Kenneth Paulsson – polisman
- Joakim Wickström – polisman